# Чутелек
Чутелек (рум. Ciutelec) — село у повіті Біхор в Румунії. Входить до складу комуни Теутеу.
Село розташоване на відстані 425 км на північний захід від Бухареста, 41 км на північний схід від Ораді, 106 км на північний захід від Клуж-Напоки.

## Населення
За даними перепису населення 2002 року у селі проживали 898 осіб.
Національний склад населення села:
| Національність | Кількість осіб | Відсоток |
| -------------- | -------------- | -------- |
| румуни         | 729            | 81,2%    |
| угорці         | 124            | 13,8%    |
| словаки        | 36             | 4,0%     |
| цигани         | 8              | 0,9%     |

Рідною мовою назвали:
| Мова      | Кількість осіб | Відсоток |
| --------- | -------------- | -------- |
| румунська | 731            | 81,4%    |
| угорська  | 124            | 13,8%    |
| словацька | 35             | 3,9%     |
| циганська | 6              | 0,7%     |